# عهد عتیق
عهد عتیق یا عهد قدیم بخش اول کتاب مقدس مسیحی است که به‌طور کلی بر تنخ، مجموعه کتب مقدس یهودیان، استوار است. عهد عتیق نامی است که مسیحیان در مقابل عهد جدید به این کتاب داده‌اند و عهد جدید، بخش دوم کتاب مقدس مسیحی است.

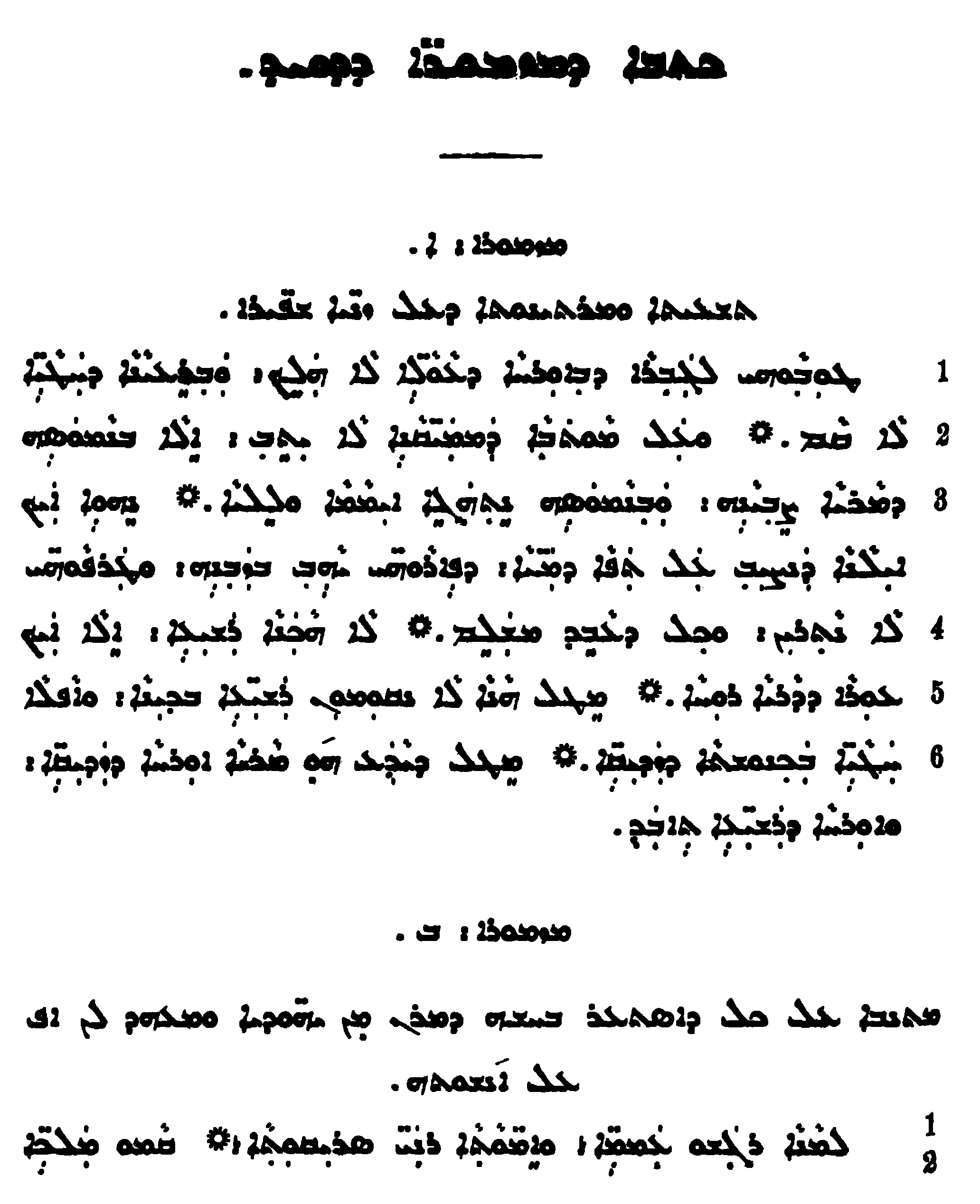
نسخه‌ای آرامی از کتاب مزامیر عهد قدیم

نسخه‌های کنونی عهد عتیق از ۳۹ کتاب تشکیل شده‌اند؛ ترتیب این کتاب‌ها در نسخه‌های یهودی و مسیحی با هم تفاوت دارد؛ مسیحیان علاوه بر این ۳۹ کتاب، ۷ کتاب دیگر که امروزه با عنوان کتب قانون ثانی شناخته می‌شوند (کتاب اول مکابیان، کتاب دوم مکابیان، کتاب توبیاس، کتاب یهودیه بنت مراری، کتاب باروخ، کتاب یشوع بن سیراخ، کتاب حکمت سلیمان) را هم در زمرهٔ کتاب‌های عهد عتیق می‌دانستند، اما یهودیان آن کتب را اپوکریفا می‌نامیدند و نامعتبر می‌دانستند. در قرن ۱۶ بعد از میلاد،
مارتین لوتر رهبر نهضت پروتستان در الهامی بودن این کتاب‌ها تردید کرد و آن‌ها را از عهد عتیق خارج کرد، اما شاخهٔ کاتولیک و ارتدوکس همچنان این کتب را معتبر می‌دانند و همراه با عهد عتیق به چاپ می‌رسانند، یهودیان و شاخهٔ پروتستان ادعا می‌کنند که این کتب هیچگاه جزو مجموعهٔ عهد قدیم نبوده‌اند، اما در مقابل مسیحیان کاتولیک و ارتودکس معتقدند یهودیان و بعدها شاخهٔ مسیحی-پروتستان این کتاب‌ها را از کتاب مقدس حذف کردند، چرا که تعالیم این کتب با اعتقاد آنان ناسازگار است.
اصطلاح عهد عتیق از نظر مسیحیان، ناظر به پیمانی است که خدا با پیامبران پیش از عیسی بسته بود. در این پیمان نجات بشر (یا مرتبه‌ای از آن) با وعده و وعید، قانون و شریعت به دست می‌آید، در حالی که در عهد جدید نجات از طریق محبت حاصل می‌شود.
برطبق آموزهٔ سنتی یهودیت و مسیحیت، تنخ (که بر طبق تقسیم‌بندی یهودیان شامل ۲۴ کتاب است و مسیحیان آن را عهد عتیق) می‌نامند، توسط انبیا، و از زمان موسی (که تورات را نگاشت) تا زمان عیسی مسیح به نگارش درآمده اند.
عهد عتیق، در یک زمان معین، و توسط شخصی معین تنظیم نیافته بلکه، مجموعهٔ اسفار آن توسط اشخاص گوناگون، در دوران‌های گوناگون نگارش شده‌است. نخستین سِفر از این اسفار را سفر عاموس و آخرین آن‌ها را سفر دانیال دانسته‌اند. سِفر نخستین چنان‌که گفته‌اند در سال ۷۵۰ پیش از میلاد و سفر آخرین در قرن دوم پیش از میلاد نوشته شده‌است.

## فهرست سی و نه کتاب عهد عتیق

### تورات
مشتمل بر پنج کتاب است:
1. سفر پیدایش
2. سفر خروج
3. سفر لاویان
4. سفر اعداد
5. سفر تثنیه

### مکتوبات
شامل کتابهای زیر است:
1. کتاب یوشع
2. کتاب داوران
3. کتاب روت
4. کتاب اول سموئیل
5. کتاب دوم سموئیل
6. کتاب اول پادشاهان
7. کتاب دوم پادشاهان
8. کتاب اول تواریخ
9. کتاب دوم تواریخ
10. کتاب عزرا
11. کتاب نحمیا
12. کتاب استر
13. کتاب ایوب
14. کتاب مزامیر داوود معروف به «زبور»
15. کتاب امثال سلیمان
16. کتاب جامعه سلیمان
17. کتاب غزل غزل‌های سلیمان

### نوشته‌های انبیا
مشتمل بر هفده کتاب است:
1. کتاب اشعیا
2. کتاب ارمیا
3. کتاب مراثی ارمیا
4. کتاب حزقیال
5. کتاب دانیال
6. کتاب هوشع
7. کتاب یوئیل
8. کتاب عاموس
9. کتاب عوبدیا
10. کتاب یونس
11. کتاب میکاه
12. کتاب ناحوم
13. کتاب حبقوق
14. کتاب صفنیا
15. کتاب حجی
16. کتاب زکریا
17. کتاب ملاکی

## جدول
| پروتستانتیسمعهد عتیق (۳۹ کتاب)      | کلیسای کاتولیکعهد عتیق (۴۶ کتاب)          | مسیحیت ارتدکس شرقیعهد عتیق (۴۹ کتاب) | کتاب مقدس عبری(تنخ)(۲۴ کتاب)     | زبان اصلی     |
| ----------------------------------- | ----------------------------------------- | ------------------------------------ | -------------------------------- | ------------- |
| پنج‌گانه یا پنج کتاب موسی            | پنج‌گانه یا پنج کتاب موسی                  | پنج‌گانه یا پنج کتاب موسی             | تورات (قانون)                    |               |
| سفر پیدایش                          | سفر پیدایش                                | سفر پیدایش                           | سفر پیدایش                       | عبری          |
| سفر خروج                            | سفر خروج                                  | سفر خروج                             | سفر خروج                         | عبری          |
| سفر لاویان                          | سفر لاویان                                | سفر لاویان                           | سفر لاویان                       | عبری          |
| سفر اعداد                           | سفر اعداد                                 | سفر اعداد                            | سفر اعداد                        | عبری          |
| سفر تثنیه                           | سفر تثنیه                                 | سفر تثنیه                            | سفر تثنیه                        | عبری          |
| Historical books                    | Historical books                          | Historical books                     | کتاب‌های انبیاء (Prophets)        |               |
| کتاب یوشع                           | کتاب یوشع                                 | کتاب یوشع                            | کتاب یوشع                        | عبری          |
| کتاب داوران                         | کتاب داوران                               | کتاب داوران                          | کتاب داوران                      | عبری          |
| کتاب روت                            | کتاب روت                                  | کتاب روت                             | کتاب روت                         | عبری          |
| کتاب‌های سموئیل                      | کتاب‌های سموئیل                            | کتاب‌های سموئیل                       | کتاب‌های سموئیل                   | عبری          |
| کتاب‌های سموئیل                      | کتاب‌های سموئیل                            | کتاب‌های سموئیل                       | کتاب‌های سموئیل                   | عبری          |
| کتاب‌های پادشاهان                    | کتاب‌های پادشاهان                          | کتاب‌های پادشاهان                     | کتاب‌های پادشاهان                 | عبری          |
| کتاب‌های پادشاهان                    | کتاب‌های پادشاهان                          | کتاب‌های پادشاهان                     | کتاب‌های پادشاهان                 | عبری          |
| کتاب‌های تواریخ                      | کتاب‌های تواریخ                            | کتاب‌های تواریخ                       | کتاب‌های تواریخ                   | عبری          |
| کتاب‌های تواریخ                      | کتاب‌های تواریخ                            | کتاب‌های تواریخ                       | کتاب‌های تواریخ                   | عبری          |
|                                     |                                           | 1 Esdras                             |                                  | یونانی        |
| کتاب عزرا                           | کتاب عزرا                                 | کتاب عزرا                            | عزرا-نحیما                       | عبری و آرامی  |
| کتاب نحمیا                          | کتاب نحمیا                                | کتاب نحمیا                           | عزرا-نحیما                       | عبری          |
|                                     | کتاب توبیاس                               | کتاب توبیاس                          |                                  | آرامی و عبری  |
| کتاب جودیت                          | کتاب جودیت                                | عبری                                 |                                  |               |
| کتاب استر                           | کتاب استر                                 | کتاب استر                            | کتاب استر                        | عبری          |
|                                     | مکابیان اول                               | مکابیان اول                          |                                  | عبری و یونانی |
| مکابیان دوم                         | مکابیان دوم                               | یونانی                               |                                  |               |
|                                     | 3 Maccabees                               | یونانی                               |                                  |               |
| 3 Esdras                            | یونانی                                    |                                      |                                  |               |
| 4 Maccabees                         | یونانی                                    |                                      |                                  |               |
| Wisdom books                        | Wisdom books                              | Wisdom books                         | مکتوبات (تنخ) (نوشته‌ها)          |               |
| سفر ایوب                            | سفر ایوب                                  | سفر ایوب                             | سفر ایوب                         | عبری          |
| مزامیر                              | مزامیر                                    | مزامیر                               | مزامیر                           | عبری          |
|                                     |                                           | Prayer of Manasseh                   |                                  | یونانی        |
| امثال سلیمان                        | امثال سلیمان                              | امثال سلیمان                         | امثال سلیمان                     | عبری          |
| کتاب جامعه                          | کتاب جامعه                                | کتاب جامعه                           | کتاب جامعه                       | عبری          |
| غزل غزل‌های سلیمان                   | غزل غزل‌های سلیمان (Canticle of Canticles) | غزل غزل‌های سلیمان (Aisma Aismaton)   | غزل غزل‌های سلیمان                | عبری          |
|                                     | کتاب حکمت                                 | کتاب حکمت                            |                                  | یونانی        |
| حکمت یشوع بن سیراخ (Ecclesiasticus) | حکمت یشوع بن سیراخ                        | عبری                                 |                                  |               |
| پیامبر مهینs                        | پیامبر مهینs                              | پیامبر مهینs                         | کتاب‌های انبیاء (Latter Prophets) |               |
| کتاب اشعیا                          | کتاب اشعیا                                | کتاب اشعیا                           | کتاب اشعیا                       | عبری          |
| کتاب ارمیا                          | کتاب ارمیا                                | کتاب ارمیا                           | کتاب ارمیا                       | عبری          |
| کتاب مراثی                          | کتاب مراثی                                | کتاب مراثی                           | کتاب مراثی                       | عبری          |
|                                     | کتاب باروخ                                | کتاب باروخ                           |                                  | عبری          |
| Letter of Jeremiah                  | کتاب باروخ                                | یونانی (دیدگاه اکثریت)               |                                  |               |
| سفر حزقیال                          | سفر حزقیال                                | سفر حزقیال                           | سفر حزقیال                       | عبری          |
| کتاب دانیال                         | کتاب دانیال                               | کتاب دانیال                          | کتاب دانیال                      | آرامی و عبری  |
| پیامبران کهین                       |                                           |                                      |                                  |               |
| کتاب هوشع                           | کتاب هوشع                                 | کتاب هوشع                            | پیامبران کهین Trei Asar          | عبری          |
| کتاب یوئیل                          | کتاب یوئیل                                | کتاب یوئیل                           | پیامبران کهین Trei Asar          | عبری          |
| کتاب عاموس                          | کتاب عاموس                                | کتاب عاموس                           | پیامبران کهین Trei Asar          | عبری          |
| کتاب عوبدیا                         | کتاب عوبدیا                               | کتاب عوبدیا                          | پیامبران کهین Trei Asar          | عبری          |
| کتاب یونس                           | کتاب یونس                                 | کتاب یونس                            | پیامبران کهین Trei Asar          | عبری          |
| کتاب میکاه                          | کتاب میکاه                                | کتاب میکاه                           | پیامبران کهین Trei Asar          | عبری          |
| کتاب ناحوم                          | کتاب ناحوم                                | کتاب ناحوم                           | پیامبران کهین Trei Asar          | عبری          |
| کتاب حبقوق                          | کتاب حبقوق                                | کتاب حبقوق                           | پیامبران کهین Trei Asar          | عبری          |
| کتاب صفنیا                          | کتاب صفنیا                                | کتاب صفنیا                           | پیامبران کهین Trei Asar          | عبری          |
| کتاب حجی                            | کتاب حجی                                  | کتاب حجی                             | پیامبران کهین Trei Asar          | عبری          |
| کتاب زکریا                          | کتاب زکریا                                | کتاب زکریا                           | پیامبران کهین Trei Asar          | عبری          |
| کتاب ملاکی                          | کتاب ملاکی                                | کتاب ملاکی                           | پیامبران کهین Trei Asar          | عبری          |